# Col de Manse
Der Col de Manse ist ein 1268 Meter hoher Gebirgspass in den französischen Alpen. Er befindet sich in der Region Provence-Alpes-Côte d’Azur im Département Hautes-Alpes. Die eigentliche Passhöhe befindet sich auf der D944, wobei sich in der Nähe ein Kreisverkehr befindet, bei dem die D14 und D13 aufeinandertreffen. Der Pass verbindet so die nördlichen Gemeinden Saint-Laurent-du-Cros und Forest-Saint-Julien mit den südlichen Gemeinden Gap und La Rochette bzw. La Bâtie-Neuve.
Der Pass kam durch den Sturz des Spaniers Joseba Beloki zu größerer Bekanntheit, der bei der Tour de France 2003 in der Abfahrt auf der D292 zu Fall kam.

## Auffahrten
Der Col de Manse kann über mehrere Auffahrten erreicht werden. Die bekannteste ist jene von Gap, die über die N85 und D944 auf die Passhöhe führt. Sie weist auf einer Länge von 9,7 Kilometern eine durchschnittliche Steigung von 5,5 % auf. Die ersten vier Kilometer führen dabei mit rund 7 % auf den Col Bayard, ehe man rechts auf die schmalere D944 abbiegt. Nun flacht die Straße ab und führt bei deutlich geringeren Steigungsprozenten in Richtung Osten. Kurz vor dem höchsten Punkt beim Refuge Napoléon werden erneut Steigungsprozente von 8 % erreicht.
Die Südauffahrt von La Bâtie-Neuve ist 8,9 Kilometer lang und weist eine Durchschnittsteigung von 4,6 % auf, wobei der erste und letzte Kilometer flach verlaufen. Die Auffahrt erfolgt über die schmale D14, die im mittleren Abschnitt mit 7 % ansteigt.
Die Nordauffahrt von Forest-Saint-Julien steigt für sechs Kilometer im Schnitt mit 3,5 % an. Der Anstieg beginnt bei der Pont de Frappe, ehe es bei geringen Steigungsprozenten über die gut ausgebaute D944 in Richtung Süden geht.
Alternativ kann die Auffahrt auch über die Route du Lac, D292, D314, D13 und D14 erfolgen.

## Radsport
Die Tour de France führte im Jahr 1972 erstmals über den Col de Manse. Die erste Auffahrt erfolgte auf der 12. Etappe von La Bâtie-Neuve aus südöstlicher Richtung. Auf der Kuppe wurde damals eine Bergwertung der 3. Kategorie abgenommen, die sich der Portugiese Joaquim Agostinho sicherte. Dieser nutzte den Pass, um sich gemeinsam mit Lucien Van Impe von Eddy Merckx und Luis Ocaña abzusetzen, die im Ziel in Orcières Merlette einen Rückstand von mehr als einer Minute aufwiesen. Eddy Merckx verteidigte dennoch das Gelbe Trikot. Tags darauf wurde auf dem Weg von Orcières nach Briançon die Nordauffahrt des Col de Manse absolviert, wobei sich der Belgier Rik Van Linden die Bergwertung der 4. Kategorie sicherte.
Die nächste Überquerung folgte im Jahr 1989 im Rahmen eines Einzelzeitfahrens, das zwischen Gap und Orcières Merlette ausgetragen wurde. Die Auffahrt auf den Col de Manse erfolgte über die D92 und D292, wobei auf der Passhöhe eine Bergwertung der 1. Kategorie abgenommen wurde. Der Niederländer Steven Rooks gewann die Bergwertung und die Etappe, während der US-Amerikaner Greg LeMond das Gelbe Trikot von Laurent Fignon übernahm. Auf den verbliebenen Etappen lieferten sich die beiden ein knappes Duell, das Greg LeMond schlussendlich mit einem Vorsprung von nur acht Sekunden im Abschlusszeitfahren von Paris für sich entschied.
Die bekannteste Gegebenheit am Col de Manse ereignete sich im Jahr 2003 auf der 9. Etappe. Damals wurde erneut die Südost-Auffahrt von La Bâtie-Neuve befahren, wobei die Bergwertung unter dem Namen Côte de la Rochette (1120 m) bereits an der Kreuzung aus D14 und D292 abgenommen wurde. In der anschließenden Abfahrt auf der D292, die die Fahrer zum Ziel nach Gap führte, kam der Spanier Joseba Beloki in einer Rechtskurve rund vier Kilometer vor dem Ziel zu Sturz. Hinter dem gestürzten Beloki verriss der damals gesamtführende Lance Armstrong das Rad und kam von der Straße ab. Im Anschluss fuhr er durch die anliegende Wiese und kehrte erst nach der anschließenden Links-Kurve wieder auf die Straße zurück, wo er erneut zum Fahrerfeld aufschloss. Joseba Beloki, der zu dem Zeitpunkt auf dem zweiten Gesamtrang lag und die vorangegangenen drei Austragungen der Tour de France auf dem Podium beendet hatte, erlitt bei seinem Sturz schwere Verletzungen und brach sich die rechte Hüfte und das rechte Handgelenk, sowie den rechten Oberschenkel an zwei unterschiedlichen Stellen. Im Anschluss konnte er nicht mehr an seine früheren Leistungen anschließen und beendete im Jahr 2006 seine Karriere. Bis heute ist die vorletzte Kurve der Abfahrt vom Col de Manse auch unter dem Namen Beloki-Kurve bekannt.

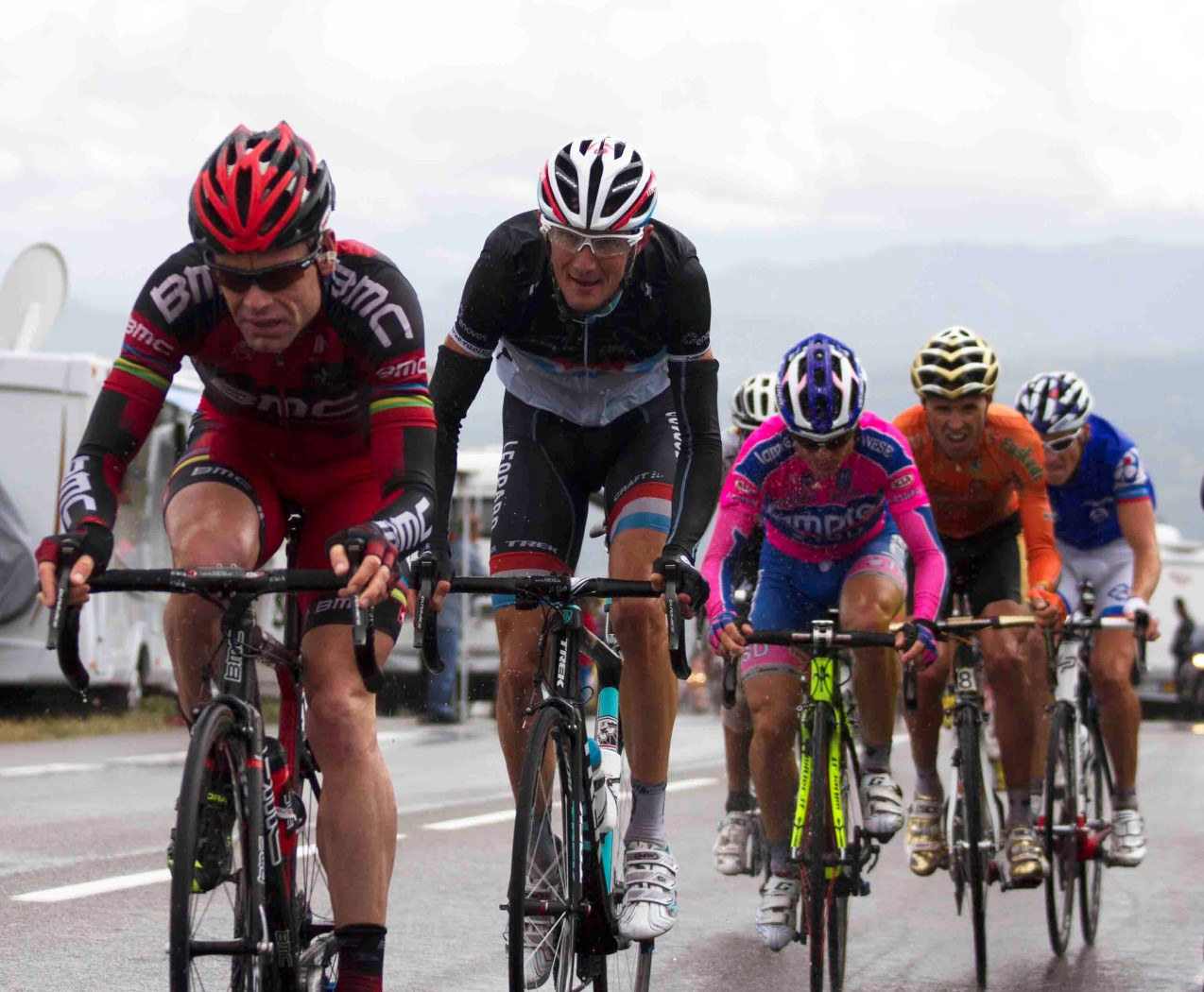
Der Col de Manse bei der Tour de France 2011

Nach dem schweren Sturz von Joseba Beloki stand der Col de Manse erst im Jahr 2011 wieder im Programm der Tour de France. Die Auffahrt erfolgte erstmals von Gap über die N85 und D944, ehe erneut die Abfahrt der D292 genutzt wurde. Während der Kanadier Ryder Hesjedal bei vom Regen nassen Straßen über die Passhöhe des Col de Manse (Bergwertung der 2. Kategorie) führte, griff Alberto Contador im steileren Abschnitt des Anstiegs an, wodurch das Peloton zerfiel. Nach einer weiteren Tempoverschärfung setzten sich Alberto Contador, Cadel Evans und Samuel Sánchez vom Gesamtführenden Thomas Voeckler und den beiden Schleck-Brüdern ab. In der nassen Abfahrt konnte Andy Schleck auch der Gruppe ums Gelbe Trikot nicht folgen und verlor mehr als eine Minute auf Cadel Evans, der am Ende der Rundfahrt vor dem Luxemburger als Gesamtsieger hervorging. Nach der Zielankunft der 16. Etappe kritisierte Andy Schleck die Organisatoren der Tour de France aufgrund der gefährlichen Zielankunft. Wenige Monate zuvor war sein Teamkollege Wouter Weylandt nach einem Sturz in einer Abfahrt des Giro d’Italia tödlich verunglückt.
Im Jahr 2013 wurde der Col de Manse bei der 100. Austragung der Tour de France gleich zweimal überquert. Auf der 16. Etappe wurde dabei die Streckenführung aus dem Jahr 2011 genutzt. Im Anstieg war es erneut Alberto Contador, der eine Attacke lancierte, wobei er den gesamtführenden Chris Froome nicht distanzieren konnte. In der nachfolgenden Abfahrt stürzte der Spanier, konnte das Rennen jedoch fortsetzen. Der Portugiese Rui Costa führte als Solist über die Passhöhe und gewann im Anschluss die Etappe in Gap. Zwei Tage später wurde die Südost-Auffahrt zu Beginn der 18. Etappe überquert, wobei sich diesmal erneut Ryder Hesjedal die Bergwertung sicherte. Die bislang letzte Befahrung erfolgte im Jahr 2015, wobei abermals die Kombination aus dem Jahr 2011 genutzt wurde. Der Spanier Rubén Plaza überquerte die Bergwertung als Erster und konnte im Anschluss den Slowaken Peter Sagan auf Abstand halten, der in der Abfahrt ein hohes Risiko eingegangen war. In der Gruppe ums Gelbe Trikot kollidierte Warren Barguil mit Geraint Thomas, der daraufhin in einer Kehre zu Sturz kam und in ein nahegelegenes Waldstück fiel. Dabei prallte sein Kopf gegen einen Strommast. Geraint Thomas konnte das Rennen jedoch fortsetzen und büßte rund eine halbe Minute ein.
Nach längerer Abwesenheit kehrte der Col de Manse im Jahr 2024 auf der 18. Etappe ins Programm der Tour de France zurück. Zum ersten Mal seit dem Jahr 1972 wurde die Nordauffahrt von Forest-Saint-Julien genutzt, ehe die Fahrer die Abfahrt auf der D14 absolvierten. Der Anstieg wurde als Bergwertung der 3. Kategorie klassifiziert. Der Spanier Oier Lazkano führte über die Passhöhe.
| Jahr  | Etappe     | Bergwertung  | Fahrer            | Auffahrt                   |
| ----- | ---------- | ------------ | ----------------- | -------------------------- |
| 1972  | 12. Etappe | 3. Kategorie | Joaquim Agostinho | Süd (La Bâtie-Neuve)       |
| 1972  | 13. Etappe | 4. Kategorie | Rik Van Linden    | Nord (Forest-Saint-Julien) |
| 1989* | 15. Etappe | 1. Kategorie | Steven Rooks      | Süd (über D292)            |
| 2011  | 16. Etappe | 2. Kategorie | Ryder Hesjedal    | Süd (über N85, D944)       |
| 2013  | 16. Etappe | 2. Kategorie | Rui Costa         | Süd (über N85, D944)       |
| 2013  | 18. Etappe | 2. Kategorie | Ryder Hesjedal    | Süd (La Bâtie-Neuve)       |
| 2015  | 16. Etappe | 2. Kategorie | Rubén Plaza       | Süd (über N85, D944)       |
| 2024  | 18. Etappe | 3. Kategorie | Oier Lazkano      | Nord (Forest-Saint-Julien) |

* Einzelzeitfahren